# Viktorin
Vikorin, puno ime Marcus Piav(v)onius Victorinus, od 269. do 271. car Galskog carstva, koje je nastalo od pobunjeničkih zapadnih provincija "Imperium Galliarum".